# Orobanche maritima
Orobanche maritima é uma espécie de planta com flor pertencente à família Orobanchaceae. 
A autoridade científica da espécie é Pugsley, tendo sido publicada em J. Bot. 78: 110. 1940.

## Portugal
Trata-se de uma espécie presente no território português, nomeadamente em Portugal Continental.
Em termos de naturalidade é nativa da região atrás indicada.

## Protecção
Não se encontra protegida por legislação portuguesa ou da Comunidade Europeia.